# شارع بارزان
شارع بارزان والطريق المئوي هو طريق رئيسي في مدينة دهوك في إقليم كردستان العراق في شمال جمهورية العراق، طوله 13.5 كيلومتراً، وعرضه 100 متر، يربط مدينة دهوك بالنواحي المجاورة لها ومن ذلك يؤدّي إلى مدينة زاخو المتاخمة لتركية.